# Хольцкамп, Клаус
Клаус Хольцкамп (нем. Klaus Holzkamp, 30 ноября 1927 — 1 ноября 1995) — немецкий психолог, основатель и разработчик критической психологии (Critical psychology), над которой он работал в сотрудничестве с студентами конца 60-х годов.

## Биография
с 1949 года Хольцкамп исследовал процесс социального восприятия. В 1964-м появлялась его докторская диссертация «теория и эксперимент в психологии», в которой он критиковал несоответствие психологической теории с практической экспериментальной частью. На дальнейшие исследования Хольцкампа сильно повлияли студенческие волнения в Берлине конца 60-х. Зародившись как движение за свободу слова и демократию, уже в 1966 году студенческое движение протестовало против войны во Вьетнаме, и в конечном счете, благодаря людям подобным Руди Дучке достигло высшей точки в про-социалистически окрашенной радикальной критике западногерманского общества. Одновременно с критикой общества велась и критика науки — студенты 60-х выступали против якобы нейтрального аполитичного инструментального понимания науки, которое по их мнению часто приводило к злоупотреблениям, к использованию научных знаний в целях социального контроля или государственного подавления. Наука не может существовать вне общественной жизни, поэтому она должна быть «политизирована». К подобным мыслям приходил и Хольцкамп в его критике обычной психологии. В противоположность его коллегам, которые встречали студентов запретами и осуждениями, он участвовал в студенческих дискуссионных группах и постепенно приходил к новому принципиально-критическому обоснованию психологии, основанной на марксистской критике. Пресса обрушилась на новую марксистскую «критическую психологию» и прежде всего на руководимый студентами «детский сад Красной свободы», осуществлявший на практике идеи Хольцкампа.